# ساتیاجیت رای
ساتیاجیت رای (۲ مه ۱۹۲۱–۲۳ آوریل ۱۹۹۲) فیلمساز، فیلم‌نامه‌نویس، آهنگساز، گرافیست، ترانه‌سرا و نویسندهٔ هندی بود  [2][3][4]رای در شهر کلکته (در ایالت بنگال غربی، در شرق هند) در خانواده‌ای هنرمند و ادیب بنگالی_هندو به دنیا آمد. کار خود را با هنر تبلیغاتی شروع کرد و پس از دیدار با فیلمساز فرانسوی، ژان رنوار و تماشای فیلم دزد دوچرخه، ساختهٔ ویتوریو دسیکا فیلمساز نئورئالیست ایتالیایی در سفر به لندن، به جنبش فیلمسازان مستقل هند پیوست.

## زندگی
ساتیاجیت رای کارگردان هندی بنگالی در ۲ مه ۱۹۲۱ در کلکته (شرق هند) در خانواده ای سرشناس بدنیا آمد.
تقریباً تمام خانوادهٔ او از نویسندگان، معلمان و خوانندگان برجسته بودند، پدربزرگ او آپنوراکیشور رای چودری یک نویسنده، تصویرگر، فیلسوف و ستاره‌شناس بود که در قرن ۱۹ از رهبران جنبش اجتماعی بنگال به‌شمار می‌رفت، پدر او سوکومار از پیشگامان نویسندگان بنگالی در ژانر کودک بود، ساتیا پدرش را که از شعرای مطرح زمان خود بود قبل از دو سالگی از دست داد.
او خود را به شدت تحت تأثیر «تاگور» داستان‌نویس، فیلسوف و برنده جایزه نوبل می‌دانست، از این روی مدت دو سال ونیم در دانشگاه تاگور در شهر «سان تینی کِتان» مشغول به تحصیل شد که به گفته خود او این مدت مهمترین دوران شکل‌گیری اوست. ارتباط خانوادگی او با تاگور که سابقه طولانی هم داشت باعث شد تا مرحله ای تازه در زندگی او شکل بگیرد و کارهای هنری را جدی تر دنبال کند.
جیت رای جوانی خود را با نقاشی آغاز کرد و در یک شرکت تبلیغاتی انگلیسی مشغول کار شد. او توانست با کمک همکار خود «چیداناندا داس گوپتاً انجمن فیلم کلکته را راه اندازی کند. رای با دیدن فیلم «دزدان دوچرخه» از ویتوریو دسیکا مجذوب فیلم و سبک کارگردانی او شد؛ و این شاید آغازی بود برای مسیری که او به جهت “مولف سینمای هند» شدن در پیش داشت. مسیری که تا پایان عمر در آن خوش درخشید و ماندگار شد و امیدهای تازه ای را وارد عرصهٔ پر زرق و برق سینمای ستاره ساز هند کرد.
آشنایی رای با ژان رنوار در سال ۱۹۵۱ به‌واسطه ساخت فیلم معروف «رودخانه» نیز عامل مؤثر دیگری بود تا او به‌طور مستقل بتواند، به فیلمسازی روی آورد و رفته رفته به آنچه باید، نزدیکتر شود. هم کلامی روشنگرانه رای و رنوار توانست تأثیر جزئیات را در بیان مفهومی یک اثر هنری و مخصوصاً فیلم دوچندان کند؛ که بعدها این تأثیرپذیری را در آثار او به خوبی می‌توان مشاهده کرد.
رای در مدت فعالیت سینمایی‌اش ۳۶ فیلم (شامل فیلم بلند سینمایی، فیلم مستند و فیلم کوتاه) ساخت. همچنین در زمینه‌های داستان‌نویسی، نشر، تصویرگری، خوشنویسی و نقد فیلم نیز فعال بود. او کتاب‌های زیادی برای کودکان و نوجوان نیز نوشته‌است.
او نخستین فیلمش، پاتر پانچالی، را در سال ۱۹۵۵ میلادی بر اساس یک رمان بنگالی (به همین نام) ساخت که با استقبال منتقدان روبرو شد و برندهٔ یازده جایزه بین‌المللی، از جمله جایزه بهترین مستند انسانی جشنواره کن را برای او به همراه داشت. پس از آن، در سال‌های ۱۹۵۶ و ۱۹۵۹، او فیلم‌های موفق آپاراجیتو و آپور سانسار را در ادامهٔ داستان فیلم نخست ساخت که به‌همراه هم به سه‌گانهٔ آپو مشهور شدند. فیلم رعد دوردست در ۱۹۷۳ برنده خرس طلایی جشنواره فیلم برلین شده‌است.
ساتیاجیت رأی در دوران فعالیت سینمایی‌اش جوایز بسیاری دریافت کرد، از جمله ۳۲ بار جایزهٔ ملی فیلم از دولت هند و دو بار برندهٔ جایزهٔ خرس نقره‌ای از جشنواره بین‌المللی فیلم برلین و یک بار برندهٔ جایزهٔ شیر طلایی از جشنواره فیلم ونیز شد. او همچنین در سال ۱۹۸۲، دکترای افتخاری از دانشگاه آکسفورد دریافت کرد. او نخستین و تنها هنرمند هندوستانی است که موفق به کسب این جایزه شده‌است. همچنین دولت هند در سال ۱۹۹۲جایزه بهارات راتنا، بالاترین نشان هنر را به او داد، همچنین آکادمی علوم و هنرهای سینما در ۱۹۹۲ میلادی طی مراسم شصت و چهارمین دورهٔ این جوایز، جایزه اسکار افتخاری را به وی اهداء نمود؛ هر چند بیماری به وی اجازه حضور در این مراسم را نداد و در همان سال تنها ده روز مانده به تولد ۷۱ سالگی‌اش درگذشت.
در نظرسنجی سال ۲۰۰۴ بی‌بی‌سی، رأی به عنوان سیزدهمین بنگالی بزرگ تمام دوران‌ها شناخته شد. [5][6][7]

## بخشی از فیلم‌شناسی
- شطرنج بازان
- آپاراجیتو
- اتاق موسیقی
- پاتر پانچالی
- دو
- رعد دوردست
- شارولاتا
- شهر بزرگ
- اردوکشی
- روز و شب در جنگل
- دشمن مردم
- پادشاهی الماس
- کانیا نوجوان
- قهرمان
- گوپی گاین و باگا باین
- خانه و جهان
- میانجی
- مرد مقدس
- شرکت محدود
- مخالف
- رستگاری
- شاخه‌های درخت
- باغ‌وحش
- بزدل
- خدای فیل‌گونه
- کانگچنجونگا
- الهه
- سنگ فیلسوف
- رابیندرانات تاگور
- بالا